# 緞
緞，有時音譯為色丁（英語：satin），是一種紡織品，經線或緯線中只有一種顯露於表面，交织点均匀而分散，故外观光亮平滑，质地柔软，但反面無光。狹義的緞是指絲緞，屬於高級絲織品，起源於中國，初名紵絲，至宋代始稱為缎。十二世紀傳至西方。緞與綾、羅、綢齊名，合稱綾羅綢緞。緞的品種很多，是絲綢產品中技術最為複雜、織物外觀最為絢麗多彩、工藝水平最為高級的大類品種。有花軟緞、素軟緞、織錦緞、古香緞等。
其它材質的緞相應地稱為棉緞、尼龍緞、滌綸緞等。棉緞（英語：sateen）與其它緞不同，使用的是紗線（材質通常是棉，亦可用嫘縈替代）而非絲線。

## 延伸阅读
[在维基数据编辑]
 《欽定古今圖書集成·經濟彙編·食貨典·緞部》，出自陈梦雷《古今圖書集成》
- Shaeffer, Claire. . Iola, WI: Krause Publications. 2003. ISBN 9781440222627.[]
- Shaeffer, Claire. . Cincinnati, Ohio: Krause Publications. 2008. ISBN 978-1440223426.